# Frans Ramon (politicus)
Frans Ramon (Ieper, 19 juni 1952) is een voormalig Vlaams volksvertegenwoordiger.

## Levensloop
Ramon studeerde in 1975 af als licentiaat in de Germaanse talen aan de Katholieke Universiteit Leuven en stond tien jaar in het onderwijs als leraar Nederlands. Ook engageerde hij zich in de jeugdbeweging, was hij voorzitter van de Katholieke Jeugdraad en werd hij later lid van het nationaal secretariaat en de raad van bestuur van de KSJ-KSA-VKSJ in Brussel. Bij de KSA hield Ramon zich vooral bezig met internationale relaties en op die manier kwam hij in de raad van bestuur van Broederlijk Delen. In 1989 gaf hij zijn job als leerkracht op om tot 1999 coördinator te worden bij ngo Withuis Voluntariaat, waar hij verantwoordelijk was voor het algemeen beleid en het partijbeleid. Deze ngo staat in voor de financiering van educatieprojecten in ontwikkelingslanden.
Ramon werd in 1994 lid van Agalev, sinds 2003 Groen genaamd, en werd voor deze partij van 2005 tot 2018 gemeenteraadslid van Kuurne. Van 2013 tot 2015 was hij er schepen voor Milieu, Jeugd, Noord-Zuid, Internationale Samenwerking, Sociale Economie en Gelijke Kansen en van 2013 tot 2018 voorzitter van de gemeenteraad.
Bij de tweede rechtstreekse Vlaamse verkiezingen van 13 juni 1999 werd Ramon verkozen in de kieskring Kortrijk-Roeselare-Tielt. Hij bleef Vlaams volksvertegenwoordiger tot juni 2004. In het Vlaams Parlement was hij van 1999 tot 2004 secretaris van de commissie Buitenlandse en Europese Aangelegenheden en van 2003 tot 2004 vast lid van de commissie Onderwijs, Vorming en Wetenschapsbeleid. Van 2002 tot 2004 werd hij tevens afgevaardigd naar het Europees Comité van de Regio's.
Na zijn parlementaire carrière werd hij in 2006 pedagogisch verantwoordelijke en coördinator van Studio Globo, een ngo die zich specialiseert in ontwikkelingseducatie.